# Garrett Wilson
Garrett Wilson (Columbus, 22 luglio 2000) è un giocatore di football americano statunitense che milita nel ruolo di wide receiver per i New York Jets della National Football League (NFL).

## Carriera universitaria
Nella sua prima stagione a Ohio State nel 2019, Wilson disputò tutte le 14 partite, con 30 ricezioni per 432 yards e 5 touchdown. Il 21 novembre 2021 Wilson divenne il secondo giocatore dei Buckeyes di sempre a fare registrare 4 partite consecutive con almeno 100 yard ricevute. Il 27 dicembre 2021 annunciò che non avrebbe disputato il Rose Bowl 2022, optando per passare tra i professionisti.

## Carriera professionistica

### New York Jets
Wilson era considerato da diverse pubblicazioni come una delle prime scelte nel Draft NFL 2022. Il 28 aprile venne scelto come decimo assoluto dai New York Jets. Debuttò come professionista nella gara del primo turno contro i Baltimore Ravens ricevendo 4 passaggi per 52 yard dal quarterback Joe Flacco. La settimana successiva ricevette 102 yard e segnò i primi due touchdown nella vittoria in rimonta contro i Cleveland Browns, venendo premiato come rookie della settimana. Ottenne lo stesso riconoscimento nell'ottavo turno dopo avere ricevuto 6 passaggi per 115 yard nella sconfitta con i New England Patriots.
Nel dodicesimo turno Wilson ricevette 95 yard e 2 touchdown dal quarterback Mike White, nella vittoria sui Chicago Bears per 31-10 venendo nuovamente premiato come rookie della settimana. Sette giorni dopo, nella sconfitta subita contro i Minnesota Vikings, fece registrare un nuovo massimo stagionale di 162 yard ricevute e fu premiato per la quarta volta come rookie della settimana. La sua prima annata si chiuse guidando tutte le matricole in bersagli (147), ricezioni (83) e yard ricevute (1.103), venendo inserito nella formazione ideale dei rookie dalla Pro Football Writers of America. Il 9 febbraio 2023 fu premiato come rookie offensivo dell'anno.
Nella sua seconda stagione, Wilson disputò tutte le 17 partite come titolare, facendo registrare 95 ricezioni per 1.042 yard e 3 touchdown. I Jets rimasero nuovamente fuori dai playoff.
Il primo touchdown della stagione 2024, Wilson lo ricevette dal quarterback Aaron Rodgers nella vittoria del terzo turno sui New England Patriots per 24-3. Nel nono turno ricevette 9 passaggi per 90 yard e 2 touchdown, di cui uno su una spettacolare ricezione da 26 yard che fu giudicata una delle migliori della stagione. Per questa prestazione fu premiato come miglior giocatore offensivo della NFC della settimana.
Il 15 luglio 2025 Wilson firmò con i Jets un nuovo contratto quadriennale del valore di 130 milioni di dollari, inclusi 90 milioni garantiti.

## Palmarès
- Rookie offensivo dell'anno - 2022
- Giocatore offensivo della AFC della settimana: 1

9ª del 2024
- Rookie della settimana: 4

2ª, 8ª, 12ª e 13ª del 2022
- PFWA All-Rookie Team - 2022